# Dals och Lysings kontrakt
Dals och Lysings kontrakt var ett kontrakt i Linköpings stift inom Svenska kyrkan. Kontraktet bildades 1 juni 1940 av Lysings kontrakt och Dals kontrakt. Dals kontrakt uppgick 1 januari 1962 i Aska och Dals kontrakt och Lysings kontrakt i Göstrings och Lysings kontrakt.

## Administrativ historik
- Dals kontrakt
  - Vadstena församling
  - Sankt Pers församling
  - Strå församling
  - Herrestads församling
  - Källstads församling
  - Rogslösa församling
  - Väversunda församling
  - Örberga församling
  - Nässja församling

- Lysings kontrakt
  - Svanshals församling
  - Kumla församling
  - Röks församling
  - Heda församling
  - Stora Åby församling
  - Trehörna församling
  - Ödeshögs församling
  - Västra Tollstads församling

## Kontraktsprostar
| Ämbetstid | Namn          | Levnadstid | Övrigt                            |
| --------- | ------------- | ---------- | --------------------------------- |
| 1940–1943 | Claes Törner  | 1867–1943  | Kyrkoherde i Vadstena församling  |
| 1943–1960 | David Myrgård | 1895–1966  | Kyrkoherde i Vadstena församling. |